# Pro Wrestling ZERO1
Pro Wrestling ZERO1, antiguamente conocida como Pro Wrestling ZERO-ONE y Pro Wrestling ZERO1-MAX, es una empresa de lucha libre profesional japonesa fundada en 2001, año del que viene el nombre de la promoción.
La empresa fue fundada por las estrellas de la New Japan Pro-Wrestling, Shinya Hashimoto y Shinjiro Ohtani, primero como un proyecto vinculado a la NJPW y luego como una promoción independiente. Durante sus años de actividad, ZERO1 ha tenido contactos con múltiples empresas independientes, dando como resultado una mezcla de estilos luchísticos en ella, aunque siempre imperando el shoot-style entre sus luchadores.
ZERO1 está, desde el 2004, asociada con la National Wrestling Alliance.

## Historia
En 2000, uno de los principales luchadores de New Japan Pro-Wrestling, Shinya Hashimoto, quien se hallaba en un intenso feudo con el campeón de judo Naoya Ogawa, fue retado a un combate particular, el quinto entre ambos, para dar fin a la rivalidad. La estipulación sería que si Hashimoto perdía, debía retirarse de la lucha libre. El 7 de abril se celebró dicho combate y Shinya fue derrotado. A pesar de la fuerte reacción de los fanes, Hashimoto celebró su ceremonia de retiro en agosto y abandonó los cuadriláteros. Meses después, deseoso de volver a la actividad, Hashimoto propuso a los directivos de New Japan la creación de una filial llamada New Japan Pro Wrestling ZERO, pero esta idea no fue bien recibida. Por ello, Hashimoto abandonó NJPW para hacer realidad su idea, y otros miembros de la empresa, entre los que se hallaban Shinjiro Otani, Tatsuhito Takaiwa y Yoshiyuki Nakamura, le siguieron.
El 2 de marzo de 2001, tuvo lugar en el Ryōgoku Kokugikan el primer evento de la recién creada Pro Wrestling ZERO-ONE, cuyo nombre provenía del año en que fue formaba. La promoción contó inicialmente con el apoyo de varias empresas, como Pro Wrestling NOAH, y en poco tiempo, comenzó a operar por sí misma, celebrando eventos con creciente frecuencia. ZERO-ONE contó con un cosmopolitismo inusual entre las empresas de lucha de Japón, ya que firmó un acuerdo de trabajo con la empresa estadounidense Ultimate Pro Wrestling y comenzó a traer luchadores del otro lado del Pacífico. Además, dada la predilección de Hashimoto por las artes marciales, fueron contratados artistas marciales de muy variados trasfondos, entre ellos de la empresa de artes marciales mixtas Fighting Network RINGS y Universal Fighting-Arts Organization (a la que Ogawa pertenecía), lo que confirió a ZERO-ONE la variante del strong-style que había caracterizado a New Japan Pro-Wrestling en sus comienzos, enfatizando el realismo y la legitimidad marcial. Gracias a ello, los miembros de la extinta BattlARTS se unieron y compitieron para ZERO-ONE mientras trabajaban en revivir su propia promoción. Entre tanto, ZERO-ONE estaba consiguiendo un enorme éxito gracias al carisma de Hashimoto, y a pesar de ser técnicamente una empresa independiente, su influencia se contó entre las mayores promociones del país. En enero de 2004, ZERO-ONE entró en una alianza con Dream Stage Entertainment, la empresa madre de PRIDE Fighting Championships, representada por Nobuhiko Takada. Hashimoto y Ogawa se unieron a él para fundar la promoción HUSTLE. 
El 30 de noviembre de 2004, Hashimoto declaró que, debido a lesiones y problemas de salud, no podía continuar con el ritmo de trabajo de ZERO-ONE, y por ello dejaba la compañía, dejando la dirección a cargo de Shinjiro Otani y Nakamura. Éstos, formando la compañía madre First On Stage (FOS), facilitaron la adhesión de ZERO-ONE a AWA Superstars of Wrestling, convirtiéndola en la sucursal en Japón de National Wrestling Alliance, y contrataron a Steve Corino como directivo y booker para intensificar las relaciones con Estados Unidos; además, extendieron contratos fijos para todos los miembros freelance y cambiaron el nombre de la empresa a Pro Wrestling ZERO1-MAX. Todas estas medidas fueron tomadas para renovar la imagen de la promoción y ayudar a su establecimiento sin Hashimoto, pero aun así, sin su presencia, el éxito de ZERO1 descendió dramáticamente y nunca volvió a llenar estadios como cuando Shinya encabezaba la cartelera. En julio, Hashimoto falleció de un aneurisma cerebral cuando se disponía a hacer su retorno a New Japan Pro-Wrestling.
Posteriormente, en 2006, Yoshiyuki Nakamura fue sustituido en la dirección de ZERO1-MAX por Masakazu Kusama, y fue ascendido a director de FOS. El mismo año, la luchadora de joshi Nanae Takahashi y su grupo se unieron a First On Stage para formar la compañía Pro Wrestling SUN, hermana de ZERO1, pero su formato fue irregular y no duró mucho. Así mismo, ZERO1-MAX pasó a formar parte de Global Pro Wrestling Alliance.
A principios de 2009, la compañía cambió su nombre una vez más a la forma abreviada Pro Wrestling ZERO1.

## Campeonatos

### Campeones actuales
| Campeonato                                          | Campeón        | Fecha              | dias de reinado |
| --------------------------------------------------- | -------------- | ------------------ | --------------- |
| ZERO1 World Heavyweight Championship                | Chris Vice     | 26 de mayo de 2023 | 655             |
| ZERO1 United National Heavyweight Championship      | Shogun Okamoto | 3 de junio de 2018 | 2473            |
| ZERO1 International Junior Heavyweight Championship | Isami Kodaka   | 3 de marzo de 2018 | 2565            |

### Antiguos campeonatos
| Campeonato                                      | Último campeón  | Fecha                  | Notas                             |
| ----------------------------------------------- | --------------- | ---------------------- | --------------------------------- |
| NWA World Premium Heavyweight Championship      | Akebono         | 16 de mayo de 2012     | Retirado el 26 de agosto de 2012. |
| ZERO1 United States Heavyweight Championship    | Mr. Wrestling 3 | 9 de noviembre de 2008 | Inactivo.                         |
| WWA World Junior Light Heavyweight Championship | NOIZ            | 6 de abril de 2008     | Retirado el 21 de junio de 2008.  |

## Antiguos empleados
| - Akio Kobayashi - Alexander Otsuka - El Blazer / The★ZEST / NOIZ - Fugo Fugo Yumeji - Fuyuki Takahashi - Gerard Gordeau - Hirotaka Yokoi - Jon Heidenreich - Katsuhisa Fujii - Kazuhiko Ogasawara - Kazunari Murakami | - Kenta Kakinuma - King Adamo - King Dabada - King Joe / Samoa Joe - Leonardo Spanky - Low Ki - Matt Ghaffari - Minoru Fujita - Naohiro Hoshikawa - Naoya Ogawa - Nathan Jones | - Nick Primo - Osamu Namiguchi - Rikiya Fudo - Shinya Hashimoto - Shota Takanishi - Steve Corino - The Predator - Tom Howard - Wataru Sakata - Yoshiaki Fujiwara |